# Kourtney Keegan
Kourtney J. Keegan (* 7. September 1994) ist eine ehemalige US-amerikanische Tennisspielerin.

## Karriere
Keegan begann mit neun Jahren das Tennisspielen und bevorzugt Hartplätze. Sie spielt vor allem auf dem ITF Women’s Circuit.
Ihr erstes Profiturnier spielte Keegan im Mai 2012 beim mit 10.000 US-Dollar dotierten Turnier in Hilton Head Island. Ihren bislang größten Erfolg erreichte Keegan 2015 mit dem Einzug ins Halbfinale beim mit 10.000 US-Dollar dotierten Turnier in Charlotte, wo sie gegen Lauren Herring mit 1:6, 6:3 und 0:6 unterlag.
Zusammen mit ihrer Partnerin Brooke Austin erreichte Keegan bei den NCAA Division I Tennis Championships 2015 das Halbfinale. Ende Mai 2016 gewannen sie die NCAA Division I Tennis Championships 2016 und die Paarung erhielt eine Wildcard für das Hauptfeld im Doppel bei den US Open 2016, wo sie in der ersten Runde gegen ihre Landsfrauen Asia Muhammad und Taylor Townsend antreten.
Ihr bislang letztes internationale Turnier spielte Keegan im September 2016. Sie wird daher nicht mehr in der Weltrangliste geführt.